# Stéphane Sessegnon
Stéphane Sessegnon (Allahé, Benín, 1 de junio de 1984) es un exfutbolista beninés. Jugaba de centrocampista y su último club fue el Sirens F. C. de Malta.

## Selección nacional
Ha sido internacional con la selección de fútbol de Benín desde el año 2004, con la cual jugó 89 partidos internacionales y anotado 24 goles.

### Participaciones internacionales
Sessegnon ha estado presente con su selección en tres ediciones de la Copa Africana de Naciones, correspondientes a los años 2008, 2010 y 2019. Fue capitán en esta última y alcanzó la mejor participación de Benín en la historia del torneo, llegando hasta cuartos de finales. Asimismo, también participó en cinco eliminatorias de la Copa Mundial de Fútbol: 2006, 2010, 2014, 2018 y 2022.

## Clubes
| Club                          | País             | Año       |
| ----------------------------- | ---------------- | --------- |
| Requins de l'Atlantique F. C. | Benín            | 2003-2004 |
| U. S. Créteil                 | Francia          | 2004-2006 |
| Le Mans U. C. 72              | Francia          | 2006-2008 |
| Paris Saint-Germain F. C.     | Francia          | 2008-2011 |
| Sunderland A. F. C.           | Inglaterra       | 2011-2013 |
| West Bromwich Albion F. C.    | Inglaterra       | 2013-2016 |
| Montpellier H. S. C.          | Francia          | 2016-2018 |
| Gençlerbirliği S. K.          | Turquía          | 2018-2020 |
| Göçmenköy İdman Yurdu         | Chipre del Norte | 2022      |
| Sirens F. C.                  | Malta            | 2022-2023 |

## Palmarés

### Títulos nacionales
| Título          | Club                      | País    | Año  |
| --------------- | ------------------------- | ------- | ---- |
| Copa de Francia | Paris Saint-Germain F. C. | Francia | 2010 |

## Vida personal
Es primo de Ryan, jugador del Fulham y Steve Sessegnon, jugador del Wigan Athletic.